# Мацуяма, Ёсиюки
Ёсиюки Мацуяма (яп. 松山 吉之 Мацуяма Ёсиюки, род. 31 июля 1966, Киото) — японский футболист.

## Карьера
На протяжении своей футбольной карьеры выступал за клубы «Фурукава Электрик», «Гамба Осака», «Киото Пёрпл Санга».

## Национальная сборная
С 1987 по 1989 год сыграл за национальную сборную Японии 10 матчей, в которых забил 4 гола. Также участвовал в Кубке Азии по футболу 1988 года.

## Статистика за сборную
| Сборная Японии | Сборная Японии | Сборная Японии |
| Год            | Матчи          | Голы           |
| -------------- | -------------- | -------------- |
| 1987           | 9              | 4              |
| 1988           | 0              | 0              |
| 1989           | 1              | 0              |
| Итого          | 10             | 4              |